# Piazzi (cráter)
Piazzi es un cráter de impacto que se encuentra cerca del terminador suroeste de la Luna. Está unido al borde sureste de la llanura amurallada del cráter Lagrange. Alrededor de a tres diámetros de distancia del cráter hacia el sur se halla el cráter Inghirami. Piazzi se ve en un ángulo oblicuo desde la Tierra, presentando una forma oblonga debido al escorzo.
|  |

Al igual que Lagrange, esta formación ha sido fuertemente modificada por los materiales eyectados durante la formación de la cuenca de impacto del Mare Orientale situado al noroeste. Este material ha formado valles radiales y crestas a través de la superficie de estos cráteres. El suelo interior de Piazzi tiene zonas oscuras de bajo albedo en el borde noreste. El borde exterior del cráter es irregular y erosionado, con algunos pequeños cráteres dentro de la desigual plataforma interior.

## Cráteres satélite
Por convención estos elementos son identificados en los mapas lunares poniendo la letra en el lado del punto medio del cráter que está más cercano a Piazzi.
|        | \| Piazzi \| Coordenadas \| Diámetro \| \| ------ \| ------------------------------ \| -------- \| \| A \| 39°30′S 66°42′O / -39.5, -66.7 \| 13 km \| \| B \| 37°30′S 66°12′O / -37.5, -66.2 \| 8 km \| \| C \| 37°06′S 62°36′O / -37.1, -62.6 \| 28 km \| \| F \| 35°42′S 61°06′O / -35.7, -61.1 \| 11 km \| \| G \| 40°12′S 64°36′O / -40.2, -64.6 \| 10 km \| \| H \| 40°12′S 65°42′O / -40.2, -65.7 \| 8 km \| \| K \| 37°30′S 68°00′O / -37.5, -68.0 \| 8 km \| \| M \| 35°54′S 67°24′O / -35.9, -67.4 \| 6 km \| \| N \| 35°24′S 66°00′O / -35.4, -66.0 \| 16 km \| \| P \| 38°48′S 67°18′O / -38.8, -67.3 \| 20 km \| |          |
| Piazzi | Coordenadas | Diámetro |
| A      | 39°30′S 66°42′O / -39.5, -66.7 | 13 km    |
| B      | 37°30′S 66°12′O / -37.5, -66.2 | 8 km     |
| C      | 37°06′S 62°36′O / -37.1, -62.6 | 28 km    |
| F      | 35°42′S 61°06′O / -35.7, -61.1 | 11 km    |
| G      | 40°12′S 64°36′O / -40.2, -64.6 | 10 km    |
| H      | 40°12′S 65°42′O / -40.2, -65.7 | 8 km     |
| K      | 37°30′S 68°00′O / -37.5, -68.0 | 8 km     |
| M      | 35°54′S 67°24′O / -35.9, -67.4 | 6 km     |
| N      | 35°24′S 66°00′O / -35.4, -66.0 | 16 km    |
| P      | 38°48′S 67°18′O / -38.8, -67.3 | 20 km    |